# James Cromwell
James Oliver Cromwell (Los Angeles, 27 de janeiro de 1940) é um ator norte-americano de cinema e televisão indicado ao Óscar.

## Biografia
Cromwell nasceu em 27 de janeiro de 1940, em Los Angeles, Califórnia, mas foi criado em Manhattan, Nova Iorque, com os pais adotivos John Cromwell e a atriz Kay Johnson. Ele foi educado na The Hill School, no Middlebury College e no Carnegie Institute of Technology, tendo estudado atuação na Carnegie Mellon University. Fez, assim como seus pais, carreira no teatro, fazendo de tudo, desde Shakespeare até Teatro Experimental.

### Carreira
1970
Começou a trabalhar na televisão (notável como Stretch Cunningham em All in the Family e um papel de protagonista em Hot L Baltimore), fez sua estreia no cinema em 1976, e retorna aos palcos periodicamente.
1980
Em seu papel recorrente como Mr. Skolnick, pai de Lewis Skolnick, ele é um dos únicos quatro atores a aparecer em todos os quatro filmes da franquia A Vingança dos Nerds, de 1984 até 1994 (os outros sendo Robert Carradine, Curtis Armstrong e Larry B. Scott).
1990
Seus papéis de destaque nos anos 90 incluem sua performance indicada ao Oscar do fazendeiro Arthur Hoggett em Babe (1995). Esse papel deu uma guinada na carreira do ator, que se torna bem requisitado em Hollywood. Ele interpretou o Dr. Zefram Cochrane em Star Trek: First Contact e Donahue em Eraser (1996) e no piloto de Star Trek: Enterprise "Broken Bow".Também apareceu em Star Trek: The Next Generation e Star Trek: Deep Space Nine, em papéis diferentes. Esses episódios foram "The Hunted", "Birthright, Partes 1 e 2" e "Starship Down".
2000
Cromwell estrelou como membro do elenco regular nas duas últimas temporadas da série original da HBO A Sete Palmos, onde interpretou George Sibley, o marido geólogo da matriarca Ruth Fisher.  Além disso, foi indicado ao prêmio Emmy Awards por sua participação como o Bispo Lionel Stewart em uma série de episódios de E.R. (2001), encarnou o Presidente americano Robert "Bob" Fowler em A Soma de Todos os Medos (2002) e o ex-Presidente D. Wire Newman em um episódio de The West Wing (2004). Mais atualmente, ele interpretou o Dr. Alfred Lanning, criador dos robôs modernos e inventor das Três Leis da Robótica no filme Eu, Robô, superprodução de 2004 baseada no livro de Isaac Asimov que tinha Will Smith como protagonista, além de interpretar o diretor de prisão do remake de Golpe Baixo. No seu mais recente filme, A Rainha, Cromwell encarna o príncipe Filipe de Edimburgo ao lado de Helen Mirren, que ganhou o Oscar pela interpretação da rainha Isabel II.
Interpretou Phillip Bauer, o pai de Jack Bauer (interpretado por Kiefer Sutherland), na série 24 Horas. Cromwell também apareceu como o pai da personagem Gwen Stacy, no blockbuster Homem-Aranha 3.
2010
Cromwell interpretou o personagem Dr. Arthur Arden, médico da Instituição Mental Briarcliff, na segunda temporada da série American Horror Story: Asylum, que parece ter um passado tão ou mais sombrio que o presente, como membro da SS alemã de Hitler durante a Segunda Guerra Mundial.

### Vida pessoal
Cromwell é bastante ativo na defesa de causas liberais e progressivas, tendo formado um comitê para a libertação de 13 membros dos Panteras Negras que foram presos em Nova Iorque e mais tarde liberados, em 1960. Em 1973, se tornou vegetariano após uma experiência no Texas, e um vegan durante as gravações de Babe. É ligado a organizações como a PETA e Sea Shepherd Conservation Society. Frequentemente, ele se manifesta sobre assuntos abordando a crueldade com animais, principalmente sobre o tratamento dos porcos.

## Filmografia selecionada
- Never Too Late (2020)
- The Laundromat (2019)
- Jurassic World 2 (2018)
- Marshall (2017)
- Betrayal (2013) (TV)
- Memorial Day (2012)

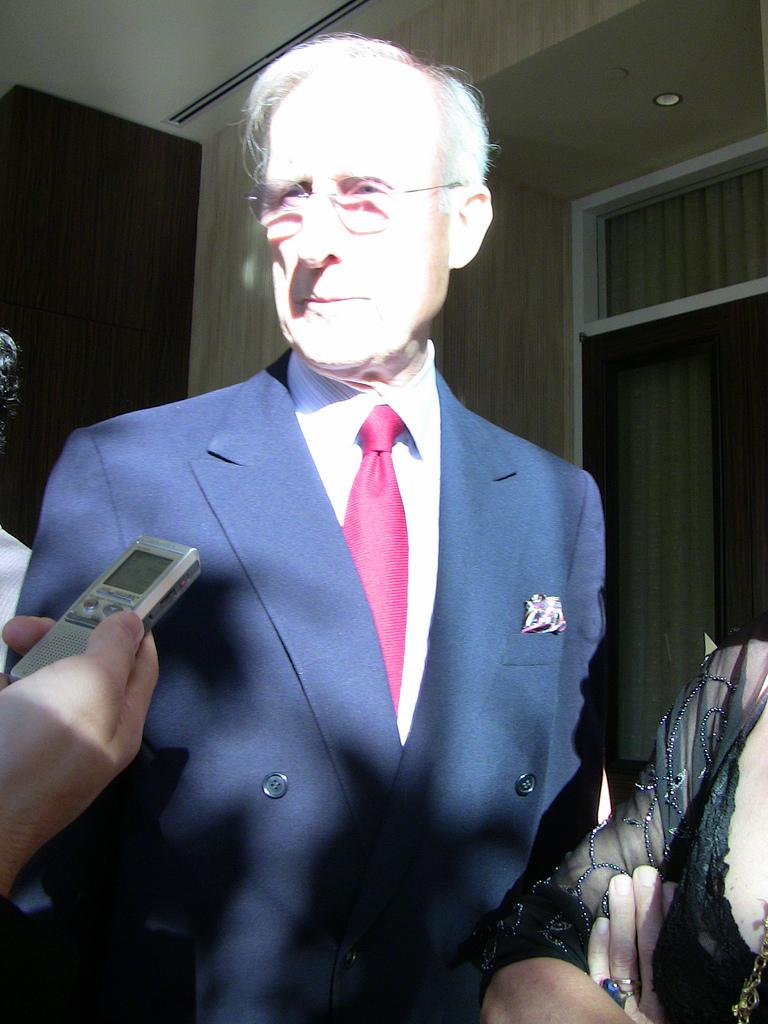
Cromwell no 23º Genesis Awards

- American Horror Story: Asylum (2012) (TV)
- O Artista (2011)
- Secretariat (2010)
- Substitutos (2009) (2009)
- The Last Days of Lehman Brothers (2009)
- W. (2008)
- Homem-Aranha 3 (2007)
- 24 Horas (TV) (2007)
- Amor e Inocência (2007)
- A Rainha (2006)
- Papa João Paulo II (TV) (2005)
- Golpe Baixo (2005)
- Eu, Robô (2004)
- Salem's Lot (2004)
- Angels in America (2003)
- A Soma de Todos os Medos (2002)
- Spirit, o Corcel Indomável (Dublagem) (2002)
- A Sete Palmos (tv)  (2001)
- Cowboys do Espaço (2000)
- The Magnificent Ambersons (2002) (TV) (2002)
- A Filha do General (1999)
- À Espera de um Milagre (1999)
- Neve Sobre os Cedros (1999)
- Babe: o Porquinho Atrapalhado na Cidade (1998)
- Impacto Profundo (1998)
- A Experiência II (1998)
- Los Angeles - Cidade Proibida (1997)
- A Educação de Pequena Árvore (1997)
- Jornada nas Estrelas - Primeiro Contato (1996)
- O Povo Contra Larry Flynt (1996)
- Babe, o Porquinho Atrapalhado (1995)
- Viagem ao Mundo dos Sonhos (1985)
- A Vingança dos Nerds (1984)
- Assassinato por Morte (1976)